# Тропікана-Філд
Тропікана Філд (англ. Tropicana Field) – бейсбольний стадіон у місті Сент-Пітерсбург, Флорида. Домашня арена команди Американської Ліги MLB Тампа-Бей Рейз. Стадіон закритого типу, що має нахилений куполоподібний дах (Єдиний стадіон в лізі який має не розсувний дах). Також це найменший за місткістю стадіон MLB.

## Історія
Після того як у 1970-х роках у Тампі були засновані команди Баккенірс та Раудіз, місто Сент-Пітерсбург, що в агломерації Тампа-Бей, захотіло й собі залучити команду з вищої ліги. Раніше було вирішено що це буде бейсбольна команда MLB. Міська влада планувала перевезти до себе команду з іншого міста (Чикаго, Сан-Франциско або Сіетла), але спроби були марними. Проте стадіон все ж почали будувати 22 листопада 1986 року. Його вирішили зробити закритим, через те що в тій місцевості спекотне, вологе літо, та часті грози. Відкриття арени відбулося 3 березня 1990. І хоч місто досі не мало професійної команди, на новому стадіоні проводився фінал Кубку Девіса 1990, та рок-концерти, а згодом декілька років стадіон приймав матчі хокейної Тампа-Бей Лайтнінг, та місцевої команди з американського футболу. Це тривало допоки у 1995 році Головна Бейсбольна Ліга не ухвалила рішення про розширення та створення команди Тампа-Бей Девіл Рейс. Тоді власники команди вирішили, що стадіон який спочатку будувався як класичний багатофункціональний стадіон, повинен бути перероблений під бейсбольні потреби (на той момент хокейні Лайтнінг вже переїхали на нову Амалі-арену). Стадіон був зачинений на реконструкцію, яка тривала півтора року, та коштувала 70 мільйонів доларів(при вартості будівництва 130 млн доларів). Частина перебудови передбачала зниження кількості сидячих місць з 48,000 до 45,000, розширення вестибюлів, встановлення штучного газону AstroTurf, ліфтів, ескалаторів та багато іншого. Свій перший матч на Тропікана Філд Тампа-Бей Рейз зіграли 31 березня 1998 року. Згодом стадіон зазнавав ще декілька внутрішніх перебудов.

## Цікавинки
Одним з унікальних атрибутів арени є розташований в районі центр-філда “Rays Touch Tank” - це 35-футовий басейн на 10000 галонів води, в якому плавають декілька видів морських скатів(на честь яких названа команда). Кожен охочий може подивитись та доторкнутись до них. Басейн відкривається для глядачів через 20 хвилин після відкриття стадіону, а закривається через дві години після початку гри. За кожен удар гравця Рейс, який потрапляє до цього басейну, команда жертвує $5000 половина з яких іде Акваріуму Флориди(який надає стадіону скатів), а інша половина йде на пожертву на розсуд гравця який вибив цей м’яч. На даний момент тільки сім гравців зуміли влучити у басейн.

## Розміри поля
- Left Field – 315 ft (96 m)
- Left-Center – 370 ft (110 m)
- Center Field – 404 ft (123 m)
- Right-Center – 370 ft (110 m)
- Right Field – 322 ft (98 m)
- Backstop – 50 ft (15 m)

## Фото

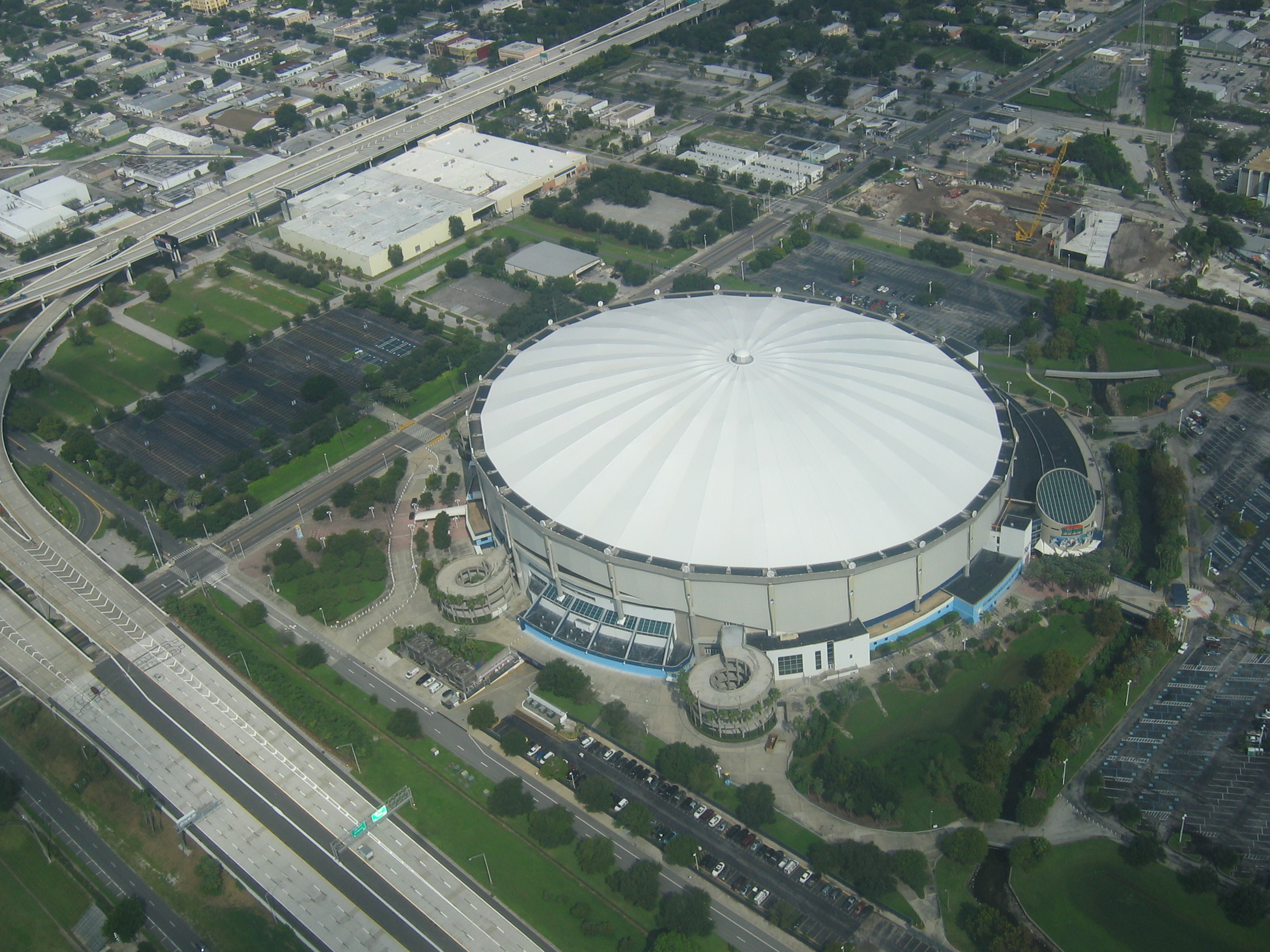
Вид з повітря
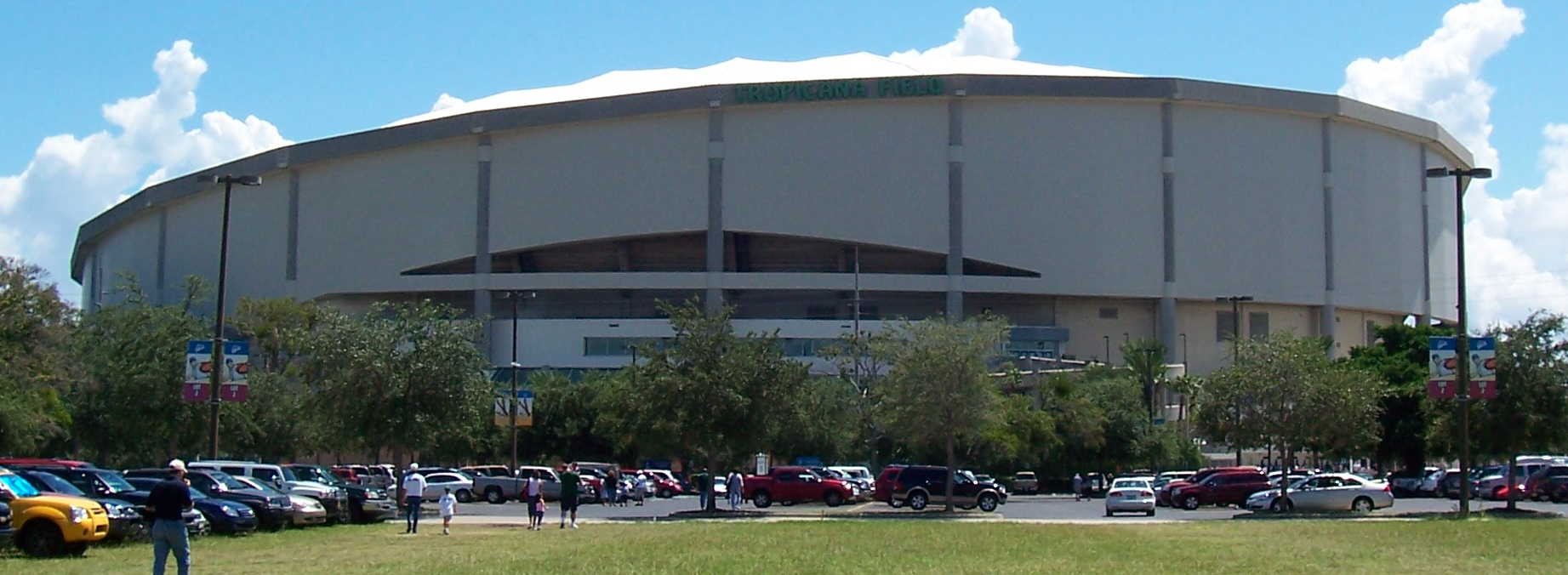
Нахилений дах арени
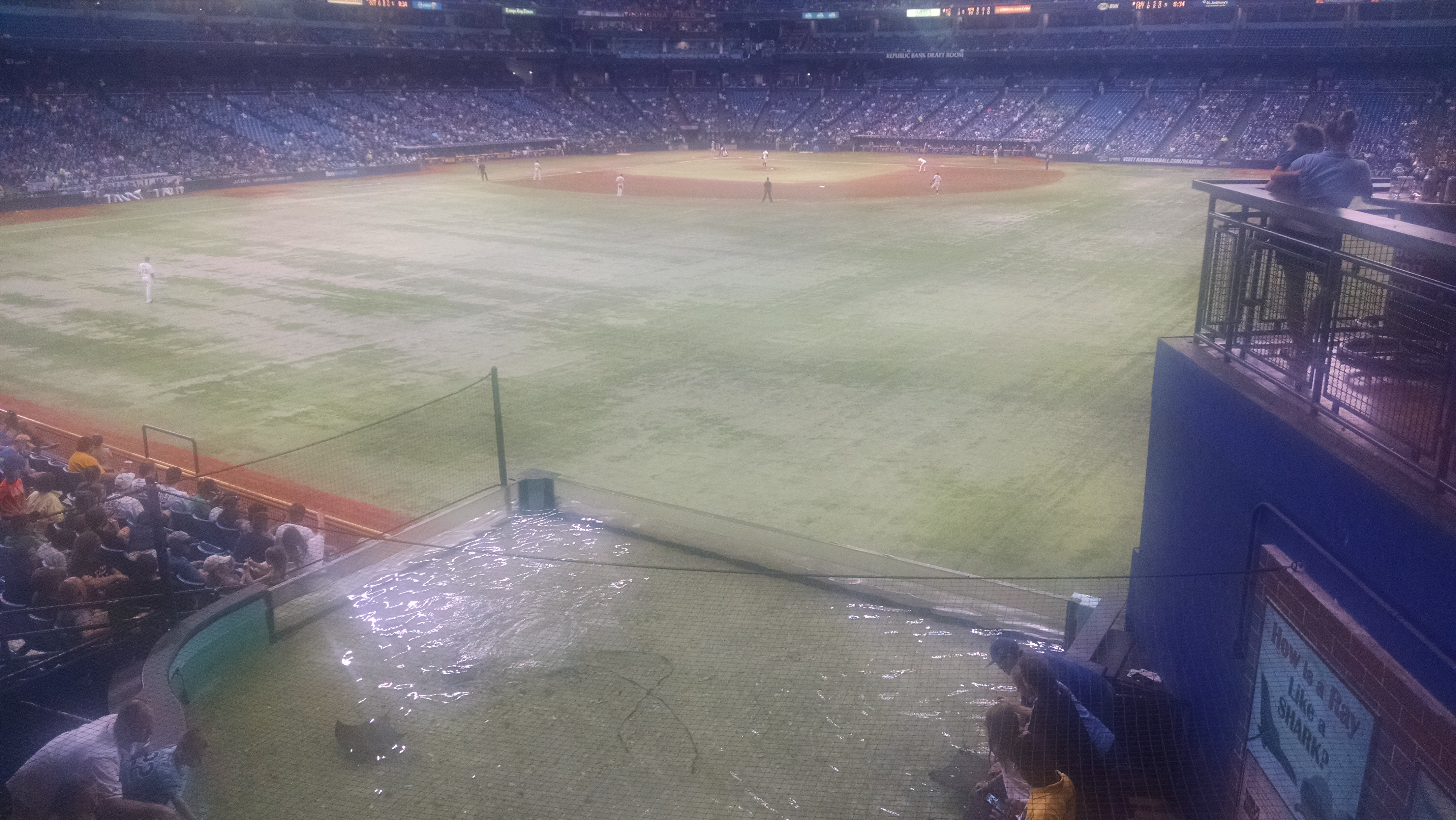
Басейн зі скатами